# (361267) ʻIʻiwi
(361267) ʻIʻiwi est un astéroïde de la ceinture principale.

## Description
(361267) ʻIʻiwi est un astéroïde de la ceinture principale. Il fut découvert le 17 septembre 2006 à Mauna Kea par Joseph Masiero. Il présente une orbite caractérisée par un demi-grand axe de 2,70 UA, une excentricité de 0,15 et une inclinaison de 7,3° par rapport à l'écliptique.
Il est nommé d'après l'iiwi rouge, également orthographié ‘i‘iwi.